# Cyperns damlandslag i volleyboll
Cyperns damlandslag i volleyboll representerar Cypern i volleyboll på damsidan. Laget har framförallt deltagit i turneringar för mindre stater, som Europamästerskapet i volleyboll för små nationer och spelen för små stater i Europa, där de i bägge fallen varit framgångsrika. Utöver dem har de också deltagit i European Silver League 2019 och Medelhavsspelen 2018.

### Fotnoter
1. 1 2 3 4 5 6 7 8 9 10 11 12 13 14  ”Games of the Small States of Europe Information” (på engelska). Confédération Européenne de Volleyball. https://www-old.cev.eu/MultiSportEvent-Area/GSSE.aspx. Läst 18 mars 2023.
2. ↑  Veronika Čuňočková. ”Projekt športovej akcie nadregionálneho významu” (på tjeckiska). https://is.muni.cz/th/d1vbk/Cunockova_DP.pdf. Läst 12 november 2023.
3. ↑  ”2000/2001 Senior European Championships” (på engelska). Confédération Européenne de Volleyball. https://www-old.cev.eu/Competition-Area/competition.aspx?ID=51&PID=-2. Läst 22 oktober 2023.
4. ↑  ”2002/2003 Senior European Championships” (på engelska). Confédération Européenne de Volleyball. https://www-old.cev.eu/Competition-Area/competition.aspx?ID=102&PID=-2. Läst 22 oktober 2023.
5. ↑  ”2004/2005 European Championships - Category C” (på engelska). Confédération Européenne de Volleyball. https://www-old.cev.eu/Competition-Area/Competition.aspx?ID=144&PID=333. Läst 25 mars 2023.
6. ↑  ”Small Countries Division” (på engelska). Confédération Européenne de Volleyball. https://www-old.cev.eu/Competition-Area/Competition.aspx?ID=197&PID=474. Läst 21 oktober 2023.
7. ↑  ”Competition Final Standing” (på engelska). Confédération Européenne de Volleyball. https://www-old.cev.eu/Competition-Area/Competition.aspx?ID=197&PID=-2. Läst 21 oktober 2023.
8. ↑  ”2009 European Championships” (på engelska). Confédération Européenne de Volleyball. https://www-old.cev.eu/Competition-Area/competition.aspx?ID=388&PID=-2. Läst 22 oktober 2023.
9. ↑  ”2011 CEV Volleyball European Championship” (på engelska). Confédération Européenne de Volleyball. https://www-old.cev.eu/Competition-Area/competition.aspx?ID=15&PID=-2. Läst 22 oktober 2023.
10. ↑  ”2013 CEV Volleyball European Championship” (på engelska). Confédération Européenne de Volleyball. https://www-old.cev.eu/Competition-Area/competition.aspx?ID=560&PID=-2. Läst 26 mars 2023.
11. ↑  ”2015 CEV Volleyball European Championship - Women” (på engelska). Confédération Européenne de Volleyball. https://www-old.cev.eu/Competition-Area/competition.aspx?ID=701&PID=-2. Läst 26 mars 2023.
12. ↑  ”2017 CEV Volleyball European Championship Small Countries Division - Women” (på engelska). Confédération Européenne de Volleyball. https://www-old.cev.eu/Competition-Area/competition.aspx?ID=928&PID=-2. Läst 26 mars 2023.
13. ↑  ”2019 CEV Volleyball European Silver League - Women” (på engelska). Confédération Européenne de Volleyball. https://www-old.cev.eu/Competition-Area/competition.aspx?ID=1159&PID=-2. Läst 23 oktober 2022.
14. ↑  Senaste tillfället då någon kontrollerade att de inmatade tabelluppgifterna stämmer. Uppgifter kan ha matats in senare utan att kontrolleras av någon annan